# Metaleptobasis brysonima
Metaleptobasis brysonima là một loài chuồn chuồn kim trong họ Coenagrionidae.
Metaleptobasis brysonima được Williamson miêu tả khoa học năm 1915.